# Unione Sportiva Crotone 1962-1963
Questa pagina raccoglie le informazioni riguardanti l'Unione Sportiva Crotone nelle competizioni ufficiali della stagione 1962-1963.

## Rosa
| N. |                   | Ruolo | Calciatore           |
| -- | ----------------- | ----- | -------------------- |
|    | Italia (bandiera) | C     | Emilio Bonci         |
|    | Italia (bandiera) | C     | Enrico Bonciani      |
|    | Italia (bandiera) | C     | Carlo Cherubini      |
|    | Italia (bandiera) | P     | Gaetano Chirico      |
|    | Italia (bandiera) | C     | Giovanni Dell'Otto   |
|    | Italia (bandiera) | D     | Salvatore Di Gaetano |
|    | Italia (bandiera) | A     | Emanuele Feliciani   |
|    | Italia (bandiera) | A     | Amalio Ferrarese     |
|    | Italia (bandiera) | C     | Romano Forin         |
|    | Italia (bandiera) | C     | Oreste Francia       |

| N. |                   | Ruolo | Calciatore          |
| -- | ----------------- | ----- | ------------------- |
|    | Italia (bandiera) | C     | Gian Paolo Galuppi  |
|    | Italia (bandiera) | C     | Augusto Geremicca   |
|    | Italia (bandiera) | P     | Luigi Giannatasio   |
|    | Italia (bandiera) | C     | Roberto Golfarini   |
|    | Italia (bandiera) | A     | Enzo Guarniero      |
|    | Italia (bandiera) | D     | Orazio Panbianco    |
|    | Italia (bandiera) | D     | Dino Paolini        |
|    | Italia (bandiera) | A     | Domenico Pulvirenti |
|    | Italia (bandiera) | C     | Mario Sabbadin      |
|    | Italia (bandiera) | D     | Antonio Sestito     |